# Chiesa di San Jacopo in Castellare
La ex chiesa di San Jacopo in Castellare si trovava a Pistoia, vicino alla sdrucciolo del Castellare.

## Storia e descrizione
Si tratta di una delle chiese più antiche di Pistoia: dovrebbe risalire a prima del Mille (forse al IX secolo), anche se la prima attestazione risale al 1131 , e veniva detta popolarmente San Jacopino. Il Castellare doveva essere un fortilizio eretto nella prima cerchia di mura: la sua funzione iniziale doveva essere di rifugio nel periodo delle scorrerie di Ungari e Normanni che hanno interessato Pistoia direttamente. 
Fu soppressa nel 1784 dal vescovo Scipione de' Ricci, passando alla proprietà granducale e fu quindi adibita a usi svariati. Dell'esterno della chiesa rimangono poche tracce della facciata sulla strada acciottolata in pendenza detta "sdrucciolo", appunto del Castellare.
Nella stessa piazza ha sede l'Archivio di Stato di Pistoia.